# سیارک ۷۱۰۷
سیارک ۷۱۰۷ (به انگلیسی: 7107 Peiser، نامگذاری:1980PB1) هفت هزار و صد و هفتمین سیارک کشف شده‌است که در ۱۵ اوت ۱۹۸۰ کشف شد.
قدر مطلق سیارک برابر ۱۳٫۷۰ است.